# Химкинская картинная галерея имени С.Н. Горшина
Химкинская картинная галерея имени С. Н. Горшина — картинная галерея в Химках Московской области. Ее основой послужило частная коллекция С. Н. Горшина.
Самая маленькая из пяти подмосковных галерей, но с богатой коллекцией русской реалистической живописи второй половины XIX — первой половины XX веков. В галерее находятся картины И. К. Айвазовского, А. К. Саврасова, И. И. Шишкина, И. И. Левитана, К. Е. Маковского, Р. Р. Фалька, М. С. Сарьяна, П. В. Кузнецова и прочих. В основу галерее легла переданная в дар частная коллекция доктора технических наук, заслуженного деятеля науки и техники, профессора Сергея Николаевича Горшина, который был известен как один из крупнейших коллекционеров, а также как известный ученый в области защиты лесных ресурсов.

## История галереи
Химкинская картинная галерея была открыта для посетителей 24 декабря 1993 года. Основу музейного собрания составила частная коллекция доктора технических наук, заслуженного деятеля науки и техники, профессора Сергея Николаевича Горшина, который был известен как один из крупнейших коллекционеров, а также как известный ученый в области защиты лесных ресурсов.
Более 50-ти лет С. Н. Горшин формировал своё собрание. Основу коллекции составили произведения классиков академической живописи, Товарищества передвижных художественных выставок, представителей объединений «Мир искусства», «Союз русских художников», «Голубая роза» и «Бубновый валет» и мастеров советского реализма 30-50-х гг. ХХ века.
В 1986 году состоялся осмотр коллекции делегацией специалистов Государственной Третьяковской галереи. Ими было внесено предложение организовать выставку в залах ГТГ.
В 1989 году в залах Третьяковской галереи на Крымском валу состоялась выставка произведений из коллекции профессора С. Н. Горшина. Зрителям было представлено свыше 280 произведений русской реалистической живописи и графики последней четверти XIX в. — первой половины ХХ в. авторства таких известных художников как: И. К. Айвазовского, Л. Ф. Лагорио, В. Д. Поленов, А. К. Саврасова, И. И. Шишкина, И. И. Левитана, К. Е. Маковского, И. И. Ендогурова, С. Ю. Жуковского, Ал. Н.Бенуа, М. А. Волошина и многие другие.
Состав коллекции получил высочайшую оценку специалистов и зрителей. Выставка широко освещалась в прессе. На открытии этой выставки С. Н. Горшин сделал официальное заявление о намерении подарить городу Химки большую часть своего собрания с целью образования в городе картинной галереи.
Предварительно было решено показать дар жителям города в выставочном зале Химкинского Комбината художественных работ МООСХ. Выставка состоялась в марте-апреле 1990 года. На ней было представлено 110 произведений, которые С. Н. Горшин первоначально намеревался подарить городу.
В конце 1990 года Химкинский горисполком принял решение о создании городской картинной галереи и ее размещении в бывшем конференц-зале административного здания (в тот момент ГК КПСС, в настоящий момент здание Администрации г.о. Химки).
24 декабря 1993 года состоялось торжественное открытие Химкинской картинной галереи. К моменту открытия дарителем было передано 203 картины 127 русских художников, значительная часть личной библиотеки книг по искусству (около 500 томов) и более 11 тысяч открыток с репродукциями картин русских и зарубежных художников.
После смерти основателя галереи 4 февраля 1997 года решением Совета депутатов городской картинной галерее было присвоено имя Сергея Николаевича Горшина.

## Коллекция
Среди музейных экспонатов по художественной и музейной ценности выделяется коллекция произведений живописи русских художников второй половины XIX — первой половины XX веков.
С. Н. Горшин передал в дар галерее картины и этюды известных мастеров русской живописи: И. К. Айвазовского, Л. Ф. Лагорио, К. Е. Маковского, В. Д. Поленова, А. К. Саврасова, И. И. Шишкина, И. И. Ендогурова, И. И. Левитана, И. С. Остроухова, К. А. Савицкого, С. В. Малютина, В. Н. Бакшеева, С. Ю. Жуковского, П. И. Петровичева, Л. В. Туржанского, А. С. Степанова, П. В. Кузнецова, М. С. Сарьяна, З. Е. Серебряковой, М. А. Волошина, Д. Д. Бурлюка, К. Ф. Юона, Р. Р. Фалька, С. А. Лучишкина, С. В. Герасимова и мн. других.
В 40-80-е годы ХХ века коллекционер передал в дар галереи картины малоизвестных и забытых в тот период художников, таких, как К. И. Горбатов, А. В. Исупов, И. А. Вельц, А. А. Маневич, К. А. Вещилов, Альб. Н.Бенуа, А. Е. Маковская и др. Среди поздних поступлений С. Н. Горшина картины М. Ф. Шемякин и М. М. Шемякин, Г. С. Мызникова, В.И. и А. И. Бабиных.
В настоящий момент коллекция «Живопись» состоит из более чем 450 работ.
Коллекция «Графика» насчитывает более 1600 единиц хранения. Оригинальная графика представлена гуашью, акварелями, пастелями и рисунками Ал. Н.Бенуа, В. Д. Поленова, З. Е. Серебряковой, К. Ф. Богаевского, К. И. Горбатова, А. Ф. Гауша, С. Ю. Жуковского, М. А. Волошина, С. В. Герасимова, Л. А. Токмакова, В. К. Замкова и других. Разнообразие техник печатной графики представлено в коллекции эстампов, выполненных Ю. П. Ребровым, Т. П. Капустиной, Г. П. Завьяловой, И. П. Маковеевой, А. Е. Ветровым, В. А. Самариным, Я. И. Потаповым. Одной из особенностей этой коллекции является наличие в ней образцов книжной графики.
Коллекция «Открытки, репродукции, фото» насчитывает более 11000 единиц хранения и включает в себя открытки, изданные в дореволюционный период, типографскими способами того времени (фототипией, литографией, черно-белыми фотографиями и т. д.), редкие открытки 20 — 30-х годов, листы, изданные в советский период нашей истории в СССР, его республиках и странах социалистического лагеря в 40 — 80-е годы ХХ столетия.
В галереи имеется богатое собрание книг по изобразительному искусству: каталоги выставок различных объединений русских художников (Академии художеств, ТПХВ, «Союза русских художников», «Мир искусства» и т. д.), персональных выставок, каталоги различных центральных и провинциальных музеев; библиографические словари; альбомы; монографии, сборники искусствоведческих и музееведческих научных статей, воспоминания художников и искусствоведов, книги по реставрации, книги по творчеству мастеров, представленных в галерее.
Музейную коллекцию плакатов и афиш Химкинская картинная галерея начала формировать в 2010-х годах. Основную часть коллекции составляют киноплакаты, подаренные галерее художником-плакатистом Л. Я. Левшуновой.